# Amou Yazid
Yazid Belabbas, plus connu sous son nom d'animateur de télévision Amou Yazid, ou encore sous son ancien nom de chanteur de variétés modernes algériennes Cheb Yazid, est né le 18 novembre 1970 à Oran en Algérie. Dès son jeune âge, il manifeste un intérêt certain pour la chanson qu'il concrétise plus tard par plusieurs albums qui lanceront sa carrière musicale. Ayant toujours montré une attention particulière au monde de l'enfant, il produit plusieurs albums dans cette optique avant d'arrêter la chanson pour adultes et se consacrer complètement à l'enfance et l'animation en lançant, le 14 avril 2015, sa première émission de télévision Maa Amou Yazid, dédiée au divertissement des petits précédemment diffusée sur la chaîne de télévision algérienne Echourouk TV durant 5 ans et actuellement diffusée sur la télévision nationale algérienne (Établissement public de télévision) . Sa seconde émission, Wladna Taht Jnahna, est destinée à venir en aide aux parents dans l'éducation et l'apprentissage de leurs enfants.

## Biographie

### Vie privée
À sa naissance, les parents de Yazid habitent la grande ville de l'ouest du pays, Oran, où il grandit. À douze ans, lui et toute sa famille déménagent à la suite du père, haut cadre, à Ain Sefra dans le sud du pays, pour deux ans, puis à Mostaganem, où il termine l'école moyenne en 1984. Ensuite, la ville de Teniet El Had accueille le jeune homme durant ses études secondaires, jusqu'au baccalauréat. Ensuite, le parcours continue avec la capitale, Alger.
Jeune, il est influencé par Ahmed Wahby et Cheb Hasni et Cheb Khaled. Ce premier, auteur-compositeur-interprète algérien, aide Yazid, sans le savoir, à forger son avenir de musicien.
marié, il eut trois enfants.

### Carrière

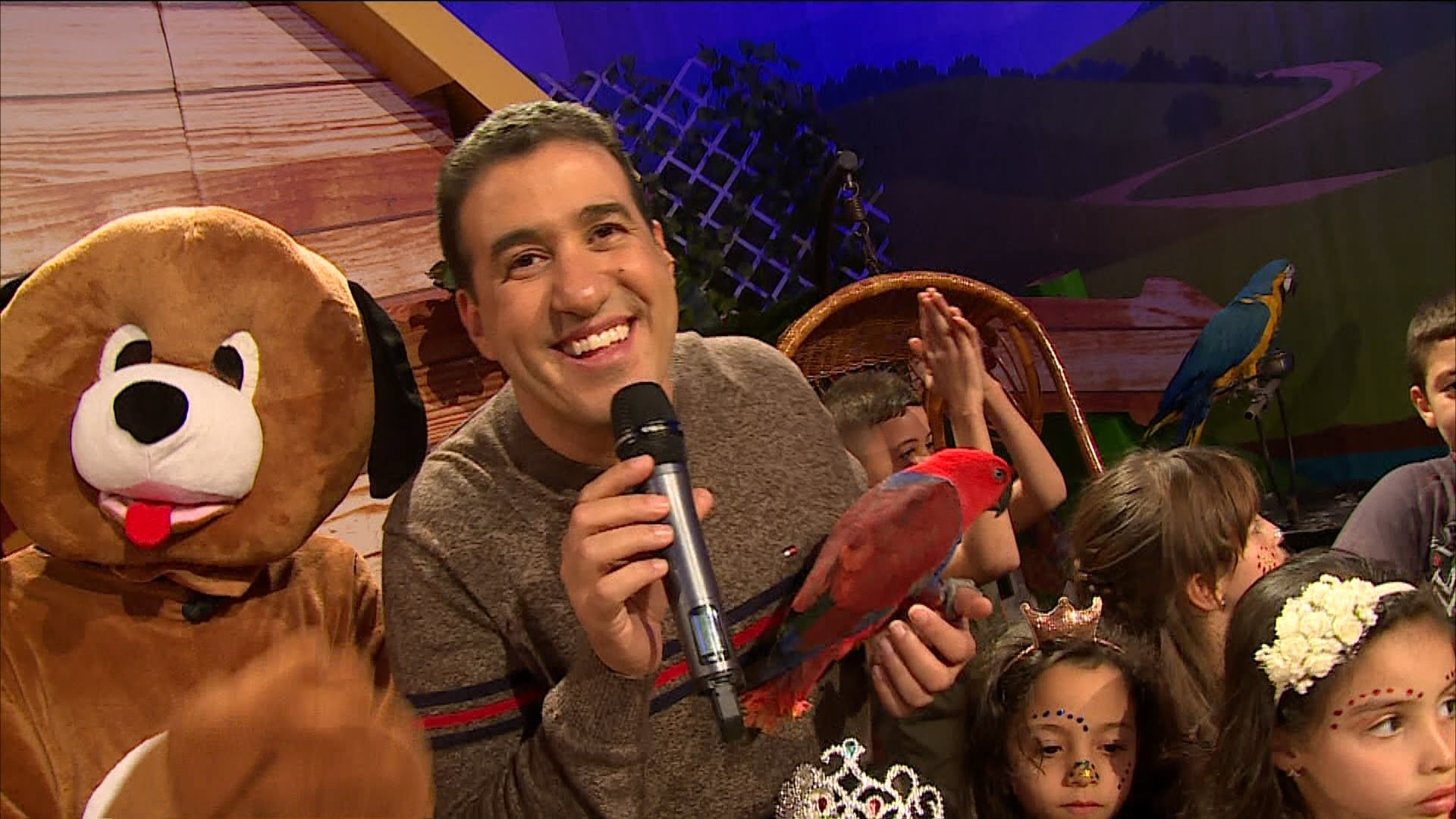
Amou Yazid durant son émission

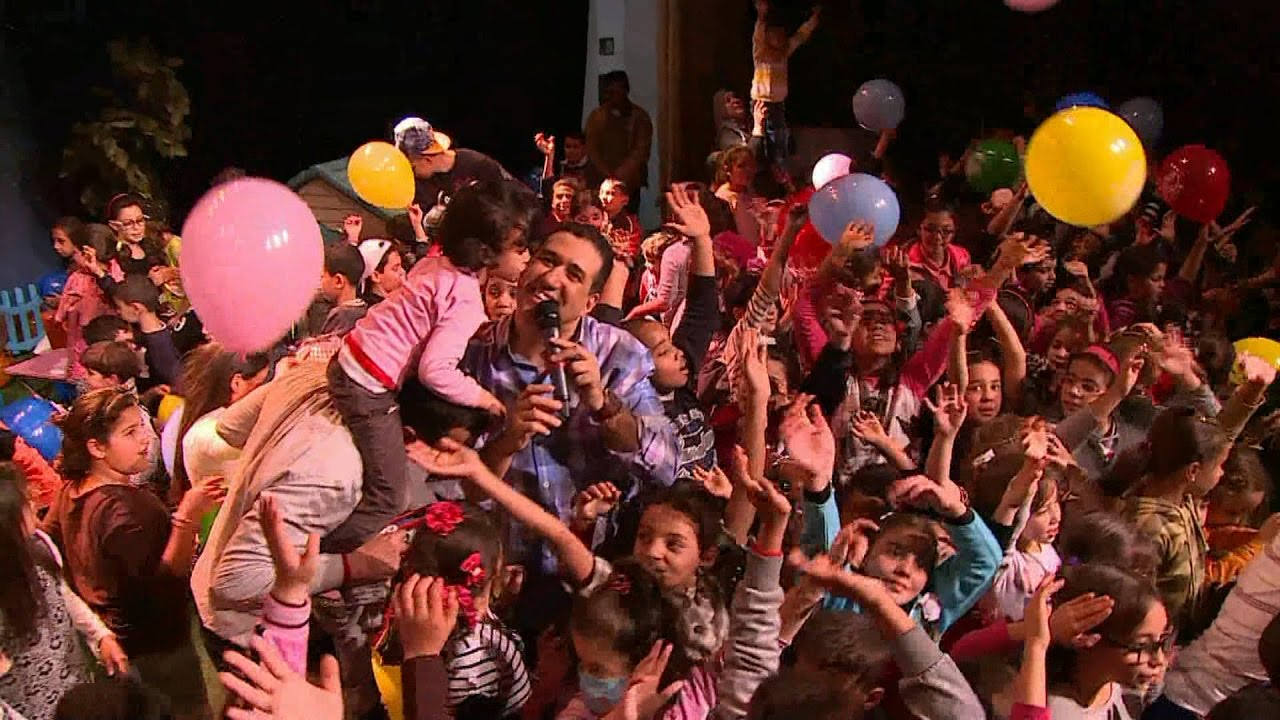
Amou yazid durant son show

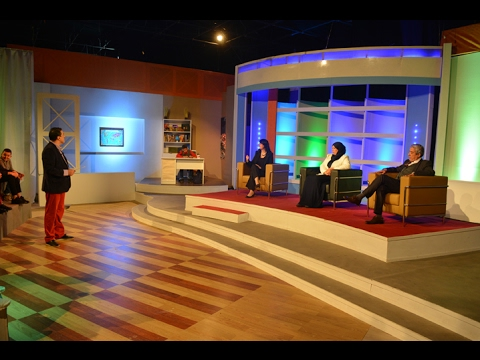
Amou Yazid dans sa nouvelle émission

À partir de 1997, Amou Yazid se consacre pleinement à sa carrière professionnelle d'artiste. Au départ, le musicien se consacre à la musique pour adultes, qui le propulse au-devant de la scène, lui qui est très habile avec ses synthétiseurs. Il vogue sur la vague populaire de raï que connaît l'Algérie. Il se produit sur scène durant la décennie noire. Depuis toujours, l'artiste est très impliqué et concerné par les enjeux de la femme et des enfants. Pendant près d'une vingtaine d'éditions (1997-2016), il se produit sur scène tous les 8 mars la journée internationale des femmes pour défendre leurs droits, gratuitement. Même si cette fête est une référence pour l’artiste, Cheb Yazid chante très souvent aussi pour les plus jeunes. Il est présent presque tous les 1 juin depuis le début de sa carrière pour la journée de l'enfance. Quand sa carrière est bien lancée au niveau national, Yazid s'ouvre au monde et se produit sur plusieurs grandes scènes à l'international, en solo ou associé à d'autres artistes pour divers festivals. Il se produit en Afrique, à plusieurs endroits en Europe, dont plusieurs fois au Zénith , dont celui de Paris à partir de 1997, en France, en Allemagne, en Belgique, aux Pays-Bas, sans oublier les États-Unis, et le Canada.
Le Canada est un des pays qui a vu grandir l'artiste en plus de son pays natal. Il s'y est installé depuis longtemps, et s'est produit plusieurs fois sur scène à partir de 1998. Par exemple, le 30 juin 2005 le chanteur fait prestation pour le festival de la culture arabe,ou encore pour les cinq ans de la station de radio Média Maghreb en 2012.
En 2015, Yazid change son préfixe Cheb pour Amou et devient officiellement animateur de télévision, et produit sa première émission Maa Amou Yazid (avec Amou Yazid). Elle gagne très vite en popularité et l'artiste prend plusieurs initiatives. 
À partir du 20 novembre 2015, Amou Yazid crée le Amou Yazid Show durant la journée internationale des droits de l'enfant. Plusieurs spectacles en plein air pour permettre aux jeunes enfants de voir quelque chose se rapprochant de l'émission non loin de chez eux. Plus tard, en 2016, ces "shows" donnent naissance au Village des loisirs Amou Yazid. Occupant tout un parc des jeux gonflables, des clowns, de la musique et bien sûr une prestation de l'animateur en personne pendant tout le mois de ramadan, gratuitement, avec la collaboration de Ramy Food

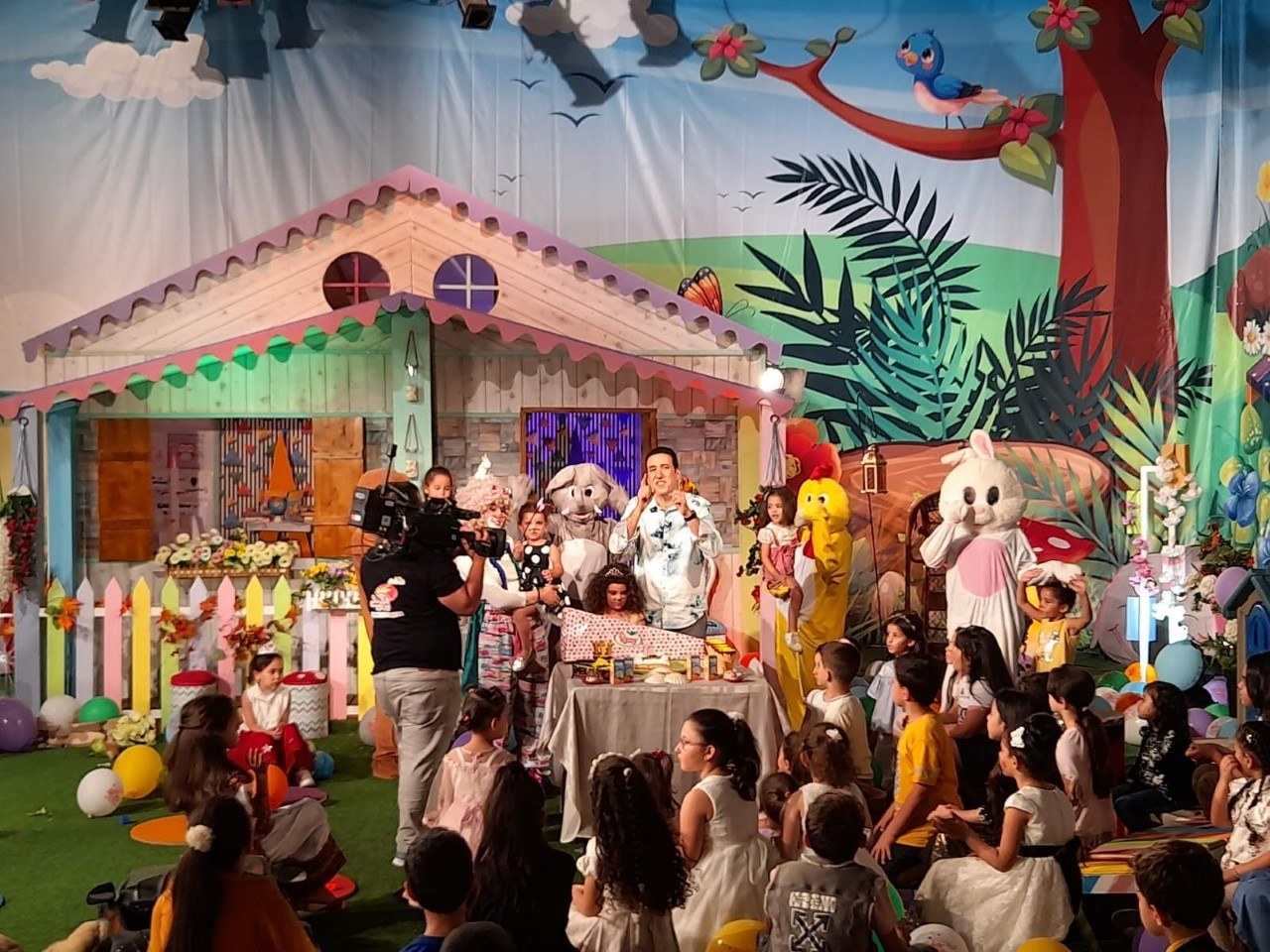
Amou Yazid dans son nouveau décor

Par la suite, le 11 mars 2016, Amou Yazid organise une mission caritative envers son jeune public en partenariat avec Essilor. Son slogan : "Mieux voir, mieux étudier", frappe et rallie plusieurs ophtalmologues à sa cause. Les consultations sont gratuites et la distribution de plus d'un millier de paires de lunettes pour les enfants démunis fut possible ce jour-là. Cette action n'est pas la première de l'artiste qui avait déjà fait le tour des hôpitaux plus tôt en 2015 ou encore bien avant en 2007 au profit des personnes âgées et démunies.
À la suite du succès de sa première émission, seulement un an et demi plus tard, Yazid lance son deuxième programme destiné aux parents Wladna Taht Jnehna (Nos enfants sous nos ailes). Il consiste à donner plusieurs conseils aux adultes dans l'éducation de leurs enfants sur des questions, dont les réponses peuvent être mitigées en s'appuyant sur des spécialistes ou des parents reflétant des cas vivants chaque émission.
En 2020, son émission "Avec Amou Yazid" est passée à la télévision algérienne avec un nouveau look, un nouveau décor et de nouvelles rubriques.

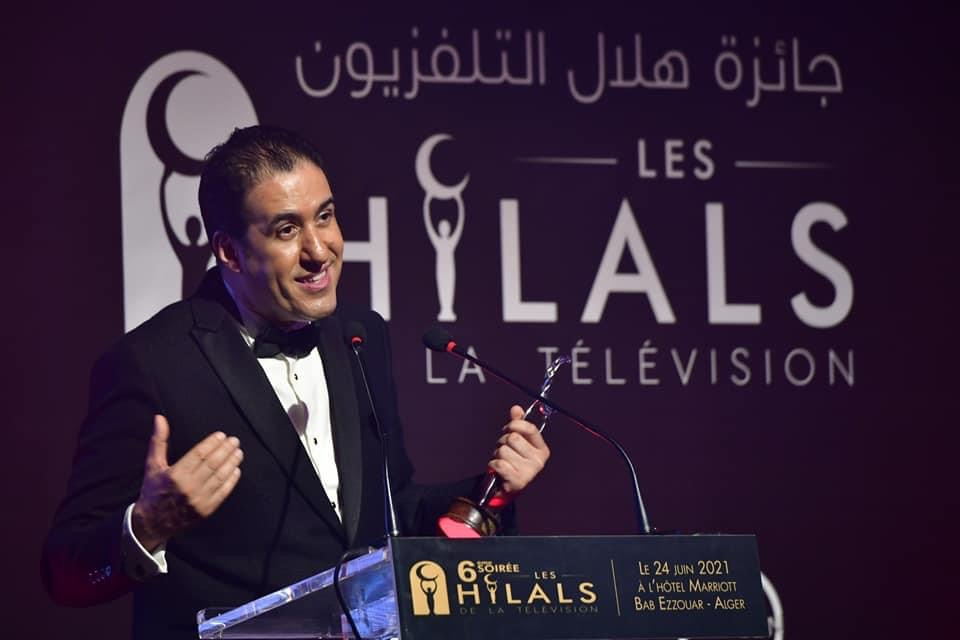
Amou Yazid au gala des croissants de Media Survey

En juin 2021, il est honoré par la société Media Survey, qui décerne les croissants de la télévision aux programmes algériens les plus regardés. Un croissant honorifique lui a été décerné pour ses efforts dans le domaine des programmes destinés aux enfants, qui malheureusement représentent moins de 1 % du temps d’antenne de toutes les chaines de télévision algériennes.

## Discographie

### Albums
Depuis le début des années 2000, Amou Yazid a sorti plusieurs albums :
- 1997: Sobri Sobri[17]

- 2004 : Madrassati (Notre école)

- 2011 : Baytouna (Notre chez soi)

- 2015 : Hak Etoufoula (Droit de l'enfance)

- 2016 : Moalimi (Mon enseignant)

- 2017 : Mabrouk Enajah (Bravo pour la réussite)

- 2018 : Ya Kitabi (Mon livre)